# مايك سيرياني
مايك سيرياني (بالإنجليزية: Mike Sirianni)‏ هو لاعب كرة قدم أمريكية أمريكي، ولد في 22 مارس 1972.